# Olivryggig blomsterpickare
Olivryggig blomsterpickare (Pachyglossa olivacea) är en fågel i familjen blomsterpickare inom ordningen tättingar.

## Utseende och läte
Olivryggig blomsterpickare är en liten och knubbig tätting. Den har guldgrön ovansida, mörkare på vingens kant, medan undersidan är vit centralt, på sidorna grå från strupsidorna och nedåt, på bröstet övergående i breda streck. Näbben har en något krökt spets och ögat är rött. Bland lätena hörs en behaglig och ljus, stigande vissling samt ett vasst "tsik!" som ibland dras ut i snabba serier.

## Utbredning och systematik
Olivryggig blomsterpickare förekommer i Filippinerna och delas in i tre underarter med följande utbredning:
- Pachyglossa olivacea parsonsi – bergskedjan Sierra Madre på norra Luzon samt på Catanduanes
- Pachyglossa olivacea samarensis – södra Luzon, Samar, Leyte och eventuellt Bohol
- Pachyglossa olivacea olivacea – Basilan, Dinagat och Mindanao

### Släktestillhörighet
Arten placerades tidigare i släktet Prionochilus. Den lyfts dock ut till släktet Pachyglossa efter genetiska studier.

## Status och hot
Arten har ett stort utbredningsområde, men tros minska i antal, dock inte tillräckligt kraftigt för att den ska betraktas som hotad. Internationella naturvårdsunionen IUCN listar arten som livskraftig (LC).